# Low Bentham
Low Bentham – wieś w Anglii, w hrabstwie North Yorkshire. Leży 38,5 km od miasta Skipton, 97,2 km od miasta York i 333,7 km od Londynu. W 2016 miejscowość liczyła 721 mieszkańców.